# 同安寮
同安寮，原寫為同安藔，是臺灣彰化縣芬園鄉的一個傳統地域名稱，位於該鄉西南部。相較於今日行政區，其範圍大致包括同安村、中崙村、大竹村。

## 歷史
台灣清治末期至日治初期，同安寮地區為一街庄，稱為「同安藔庄」，隸屬於貓羅堡。該庄北及東北與芬園庄為鄰，東與縣庄為鄰，東南邊凸出部分隔貓羅溪與月眉厝庄為界，南邊為草尾嶺庄，西邊為施厝坪庄、三塊厝庄、東山庄、黃厝庄。
1901年（日治明治三十四年）11月，該庄隸屬於臺中廳。1920年（大正九年），該庄改制並雅化為「同安寮」大字，隸屬於臺中州彰化郡芬園庄。
戰後芬園庄改制為芬園鄉，隸屬於彰化縣，大字亦改制為村。

## 交通
縣道148號（員草路二段～一段）是王功至草屯的道路，大致以橫向蜿蜒經過同安寮地區中部偏南地帶，往西可前往員林、溪湖、王功等地，往東可前往草屯接省道台3線。
縣道139號（大彰路三段～一段）是新港至鹿谷初鄉的道路，大致以縱向經過本地區西部邊界，往北可前往彰化、新港，往南可前往南投、集集、鹿谷等地。

## 學校
- 彰化縣芬園鄉同安國民小學
- 文德國小